# Івано-Франківське музичне училище імені Дениса Січинського
Івано-Франківське музичне училище імені Дениса Січинського — навчальний заклад в м. Івано-Франківську.

## Історія

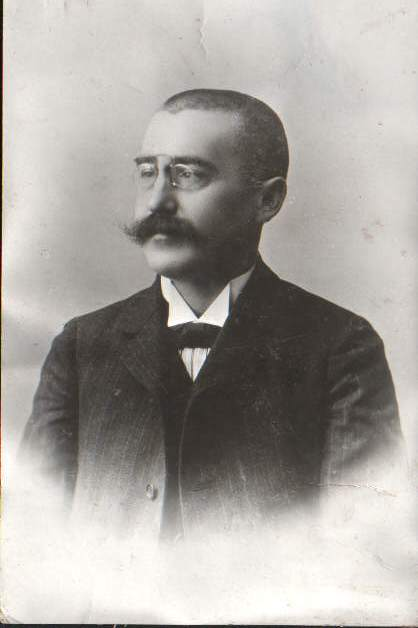
Денис Січинський

Свою діяльність училище розпочало 17 січня 1940 на базі міських навчальних закладів — філіалу Львівського музичного інституту ім. М.Лисенка та Станіславської консерваторії ім. С.Монюшка. У 1965 з нагоди 100-річчя від дня народження видатного українського композитора, диригента, культурного та громадського діяча Дениса Січинського постановою Уряду УРСР училищу присвоєно ім'я славетного композитора.
У 1985 на фасаді головного корпусу було встановлено барельєф композитора (автор — А.Басюк) та меморіальну дошку, а 1989 року в училищі відкрито музей Д. Січинського, де розміщені його особисті речі, експонати та архівні документи, які розповідають про життя і творчість композитора.
Художні колективи училища є незмінними учасниками обласних фестивалів, урочистостей до знаменних дат в житті України, ювілеїв видатних діячів музичного мистецтва. В репертуарі колективів — монументальні симфонічні твори, оперні та хорові сцени, оркестрові мініатюри, обробки народних пісень, твори української й зарубіжної класики, сучасних композиторів.

## Викладачі
- Керниця Григорій Володимирович (? — 2013) — викладач-методист, заслужений діяч мистецтв України.

Серед педагогів в училищі були Микола Білан, Юрій Новодворський, Андрій Ставничий, Любомира Яросевич.
Вокальне мистецтво викладала Божена Андріївна Антоневич — учениця Соломії Крушельницької.

## Випускники
Гордістю училища є його випускники, серед яких:
- народні артисти України М. Гринишин, Х. Фіцалович, П. Терпелюк, П. Князевич,
- ректор Львівської Національної Музичної Академії імені М.Лисенка проф. І.Пилатюк,
- заслужені діячі мистецтв України Р. Дорожівський, М. Головащенко.
- філософ, пареміолог Г. Єрушевич

Більшість керівників та педагогічних працівників початкових спеціалізованих музичних закладів області складають випускники музичного училища.